# Ленц, Вильгельм
Вильгельм (Василий Фёдорович) Ленц (нем. Wilhelm von Lenz; 1809—1883) — русский музыкальный критик, музыковед

 и пианист.

## Биография
Родился в Риге в 1808 или 1809 году; называется и дата рождения — 1 (13) июня 1809 года (и 1808 года). 
Учился в Дерптском (в 1829—1831 годах на философском и юридическом факультетах) и Московских или Петербургском университетах. Музыкальное образование (фортепиано) получил в Германии у И. Мошелеса.
Состоя в Санкт-Петербурге на гражданской службе (в 3-м департаменте Сената; также был членом петербургского цензурного комитета), он вращался в лучших музыкальных кругах; был близок с графом Виельгорскими, Серовым и Гензельтом. Во время своих заграничных путешествий в 1840-х годах сошёлся с Россини, Мендельсоном; Шопеном, Крамером, Берлиозом, Листом и с некоторыми из них в течение многих лет поддерживал переписку. 
Особенную известность в России и за рубежом получил его капитальный труд: «Бетховен и его три стиля» («Beethoven et ses trois styles». — СПб., 1852), написанный на французском языке. В этой работе он полемизировал с оценкой творчества Бетховена, данной А. Д. Улыбышевым в его «Новой биографии Моцарта» (1843) и развивает идеи Ф. Ж. Фетиса о трёх характерных периодах музыки Бетховена. Периодизация музыки Бетховена, предложенная Ленцем, используется и в наше время с некоторыми изменениями. В изданной на немецком языке книге «Beethoven. Eine Kunststudie» (Кассель-Гамбург, 1855—1860) значительную ценность представил приложенный 3-томный «Критический каталог» произведений Бетховена.
Ленц также является автором работ о Ф. Листе, Ф. Шопене, А. Гензельте и К. Таузиге, изданных в Берлине.
Написал воспоминания о встречах в петербургском обществе в 1833—1836 годы, в том числе с Пушкиным у В. Ф. Одоевского.
Умер в Санкт-Петербурге 19 (31) января 1883 года. 